# Gaupne

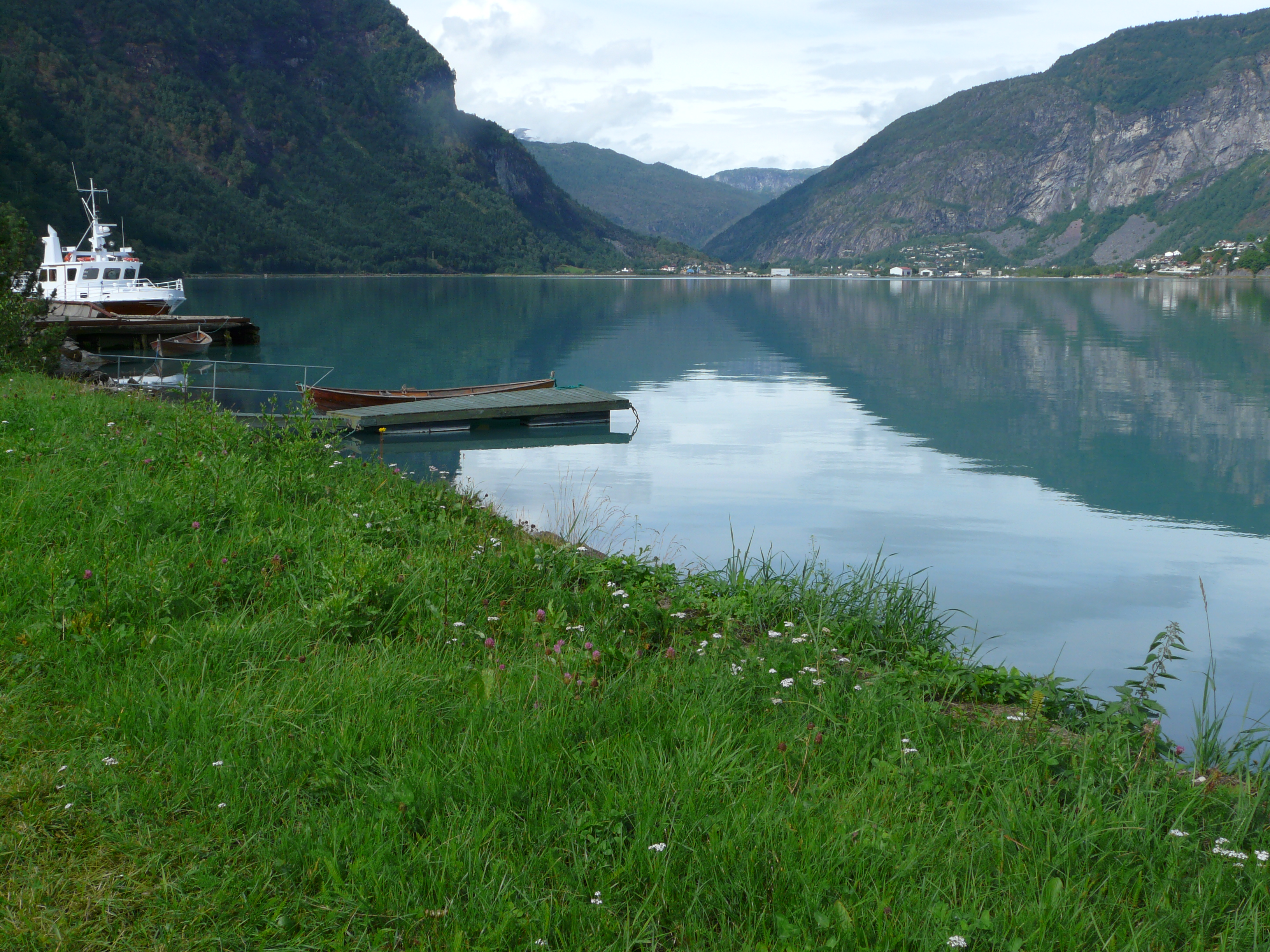
Gaupne

Gaupne ist ein Tettsted und das Verwaltungszentrum der norwegischen Kommune Luster in der Provinz Vestland.
Gaupne hat 1286 Einwohner (Stand: 1. Januar 2024) und liegt am Gaupnefjord, westlich des Lusterfjords, eines nördlichen Seitenarms des Sognefjords, unweit des Nigardsbreen, eines Nebengletschers des Jostedalsbreen. Gaupne liegt am Sognefjellsveien der Reichsstraße 55 nach Lom. Orte in der Nähe sind Hafslo, Marifjøra, Sogndalsfjøra, Luster und Skjolden. Auf der anderen Fjordseite steht die Stabkirche Urnes.

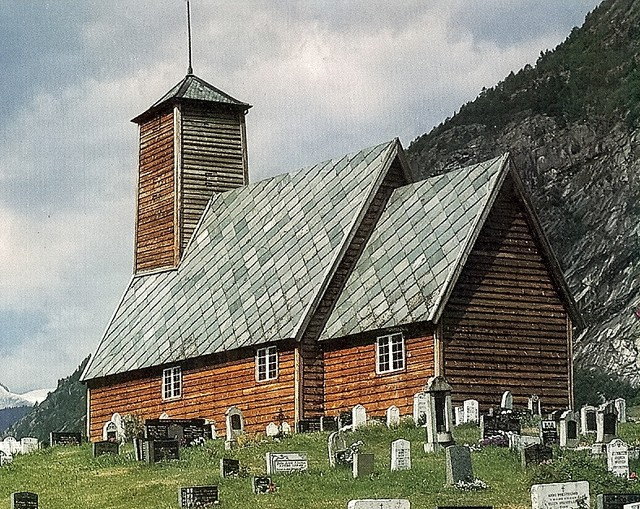
Alte Kirche Gaupne